# Anoplodactylus australis
Anoplodactylus australis är en havsspindelart som först beskrevs av Hodgson, T.V. 1914.  Anoplodactylus australis ingår i släktet Anoplodactylus och familjen Phoxichilidiidae. Inga underarter finns listade i Catalogue of Life.